# Білогорільська сільська рада
Білогорільська сільська рада — колишній орган місцевого самоврядування у Лохвицькому районі Полтавської області з центром у місті Лохвиця.

## Населені пункти
Сільраді були підпорядковані населені пункти:
- c. Білогорілка
- c. Воля
- c. Ручки